# Bassacfloden
Bassacfloden (Sông Hậu) är en flod som rinner upp i Phnom Penh i Kambodja och sedan rinner parallellt med Mekongfloden genom Vietnam och ut i Sydkinesiska havet. I Vietnam rinner den igenom provinsen An Giang och utgör gräns mellan provinserna Can Tho och Soc Trang i väster och Dong Thap, Vinh Long och Tra Vinh på den östra sidan. Den passerar i Vietnam städerna Chau Doc, Long Xuyen och Can Tho. Floden är en viktig transportled.